# Trophée NHK 2024
Navigation
Édition précédente Édition suivante
Le Trophée NHK (en japonais NHK杯国際フィギュアスケート競技大会, en anglais : NHK Trophy) est une compétition internationale de patinage artistique qui se déroule au Japon au cours de l'automne. Il accueille des patineurs amateurs de niveau senior dans quatre catégories: simple messieurs, simple dames, couple artistique et danse sur glace.
Le quarante-sixième Trophée NHK est organisé du 8 au 10 novembre 2024 au gymnase olympique de Yoyogi à Tokyo. Il est la quatrième compétition du Grand Prix ISU senior de la saison 2024/2025.
Depuis le 1er mars 2022, l'Union internationale de patinage interdit aux patineurs artistiques et aux officiels de la fédération de Russie et de la Biélorussie de participer et d'assister à toutes les compétitions internationales en raison de l'invasion russe de l'Ukraine le 24 février 2022. Les athlètes russes et biélorusses ne peuvent donc participer à aucune épreuve du Grand Prix ISU 2024-2025, pour la troisième année consécutive.

## Résultats

### Messieurs
| Rang | Nom                 | Pays         | Points | Programme court | Programme court | Programme libre | Programme libre |
| ---- | ------------------- | ------------ | ------ | --------------- | --------------- | --------------- | --------------- |
| 1    | Yuma Kagiyama       | Japon        | 300.09 | 1               | 105.70          | 1               | 194.39          |
| 2    | Daniel Grassl       | Italie       | 264.85 | 5               | 83.01           | 2               | 181.84          |
| 3    | Tatsuya Tsuboi      | Japon        | 251.52 | 3               | 85.02           | 3               | 166.50          |
| 4    | Andrew Torgashev    | États-Unis   | 246.58 | 4               | 84.36           | 5               | 162.22          |
| 5    | Matteo Rizzo        | Italie       | 246.56 | 7               | 81.79           | 4               | 164.77          |
| 6    | Kao Miura           | Japon        | 240.38 | 2               | 102.96          | 11              | 137.42          |
| 7    | Jason Brown         | États-Unis   | 229.09 | 10              | 77.08           | 6               | 152.01          |
| 8    | Tomoki Hiwatashi    | États-Unis   | 226.38 | 11              | 74.59           | 7               | 151.79          |
| 9    | Vladimir Litvintsev | Azerbaïdjan  | 225.67 | 6               | 81.85           | 8               | 143.82          |
| 10   | Gabriele Frangipani | Italie       | 223.82 | 8               | 81.33           | 9               | 142.49          |
| 11   | Mark Gorodnitsky    | Israël       | 215.76 | 9               | 77.74           | 10              | 138.02          |
| 12   | Juheon Lim          | Corée du Sud | 196.05 | 12              | 74.31           | 12              | 121.74          |

### Dames
| Rang | Nom                | Pays         | Points | Programme court | Programme court | Programme libre | Programme libre |
| ---- | ------------------ | ------------ | ------ | --------------- | --------------- | --------------- | --------------- |
| 1    | Kaori Sakamoto     | Japon        | 231.88 | 1               | 78.93           | 1               | 152.95          |
| 2    | Mone Chiba         | Japon        | 212.54 | 2               | 71.69           | 2               | 140.85          |
| 3    | Yuna Aoki          | Japon        | 195.07 | 3               | 69.78           | 5               | 125.29          |
| 4    | Alysa Liu          | États-Unis   | 190.75 | 4               | 65.03           | 4               | 125.72          |
| 5    | Bradie Tennell     | États-Unis   | 190.25 | 5               | 62.05           | 3               | 128.20          |
| 6    | Lara Naki Gutmann  | Italie       | 180.28 | 6               | 61.51           | 6               | 118.77          |
| 7    | Seoyeong Wi        | Corée du Sud | 173.77 | 7               | 61.43           | 9               | 112.34          |
| 8    | Olga Mikutina      | Autriche     | 169.93 | 8               | 60.94           | 10              | 108.99          |
| 9    | Lindsay Thorngren  | États-Unis   | 169.03 | 10              | 54.79           | 7               | 114.24          |
| 10   | Niina Petrokina    | Estonie      | 165.84 | 11              | 52.98           | 8               | 112.86          |
| 11   | Ekaterina Kurakova | Pologne      | 157.14 | 9               | 56.46           | 12              | 100.68          |
| 12   | Yelim Kim          | Corée du Sud | 152.84 | 12              | 51.32           | 11              | 101.52          |

### Couples
| Rang | Nom                                  | Pays        | Points | Programme court | Programme court | Programme libre | Programme libre |
| ---- | ------------------------------------ | ----------- | ------ | --------------- | --------------- | --------------- | --------------- |
| 1    | Anastasiia Metelkina / Luka Berulava | Géorgie     | 213.05 | 2               | 70.28           | 1               | 142.77          |
| 2    | Riku Miura / Ryuichi Kihara          | Japon       | 209.45 | 1               | 71.90           | 2               | 137.55          |
| 3    | Ellie Kam / Daniel O'Shea            | États-Unis  | 197.44 | 3               | 69.15           | 3               | 128.29          |
| 4    | Annika Hocke / Robert Kunkel         | Allemagne   | 188.54 | 4               | 67.37           | 4               | 121.17          |
| 5    | Daria Danilova / Michel Tsiba        | Pays-Bas    | 178.37 | 6               | 58.90           | 5               | 119.47          |
| 6    | Anastasia Vaipan-Law / Luke Digby    | Royaume-Uni | 174.45 | 7               | 58.17           | 6               | 116.28          |
| 7    | Yuna Nagaoka / Sumitada Moriguchi    | Japon       | 172.47 | 5               | 60.32           | 7               | 112.15          |
| 8    | Isabelle Martins / Ryan Bedard       | États-Unis  | 140.63 | 8               | 48.95           | 8               | 91.68           |

### Danse sur glace
| Rang | Nom                                            | Pays       | Points | Danse rythmique | Danse rythmique | Danse libre | Danse libre |
| ---- | ---------------------------------------------- | ---------- | ------ | --------------- | --------------- | ----------- | ----------- |
| 1    | Madison Chock / Evan Bates                     | États-Unis | 215.95 | 1               | 86.32           | 1           | 129.63      |
| 2    | Christina Carreira / Anthony Ponomarenko       | États-Unis | 198.97 | 2               | 79.64           | 2           | 119.33      |
| 3    | Allison Reed / Saulius Ambrulevicius           | Lituanie   | 195.52 | 3               | 77.91           | 3           | 117.61      |
| 4    | Caroline Green / Michael Parsons               | États-Unis | 188.76 | 4               | 74.38           | 4           | 114.38      |
| 5    | Loïcia Demougeot / Théo Le Mercier             | France     | 178.30 | 5               | 69.24           | 5           | 109.06      |
| 6    | Yuka Orihara / Juho Pirinen                    | Finlande   | 175.28 | 7               | 67.34           | 6           | 107.94      |
| 7    | Jennifer Janse van Rensburg / Benjamin Steffan | Allemagne  | 173.36 | 6               | 68.82           | 7           | 104.54      |
| 8    | Marie Dupayage / Thomas Nabais                 | France     | 165.80 | 8               | 64.52           | 8           | 101.28      |
| 9    | Utana Yoshida / Masaya Morita                  | Japon      | 161.36 | 9               | 64.30           | 9           | 97.06       |
| 10   | Azusa Tanaka / Shingo Nishiyama                | Japon      | 151.27 | 10              | 59.15           | 10          | 92.12       |

## Source
- (en) Résultats du Trophée NHK 2024 sur le site de l'ISU